# Médaille Methorst
La médaille Henri Willem Methorst est une distinction statistique décernée par l'Institut international de statistique.

## Lauréats
- 1995 : David Vere-Jones[1]
- 1995 : Asta Manninen[2]
- 1996 : Steven Landefeld[3]
- 1999 : Michael Ward[4]
- 1999 : Jozef Teugels[5]
- 1999 : Bernard Silverman (en)[6]
- 1999 : Constance van Eeden[7]
- 1999 : Agnes Herzberg[8]
- Carlos M. Jarque[9]